# Sanatorium „Aleksandrówka” w Jarnołtówku
Sanatorium „Aleksandrówka” w Jarnołtówku – sanatorium w Jarnołtówku koło Prudnika, w Górach Opawskich, zamknięte w 2015. W „Aleksandrówce” leczone były schorzenia związane z drogami oddechowymi.

## Historia
Dom zdrojowy Kurhaus Bergfried wybudowano w 1910. Wkrótce został przejęty przez Związek Kas Chorych i przeznaczony dla rekonwalescentów po przebytej gruźlicy.
Po II wojnie światowej w budynku mieścił się Ośrodek Rehabilitacji i Leczenia Schorzeń Dróg Oddechowych dla Dzieci „Aleksandrówka”, a następnie Ośrodek Rehabilitacji i Leczenia Dzieci. Z działalnością ośrodka związane było prewentorium w Wieszczynie.
W 2015 Zarząd Województwa sprawujący nadzór nad sanatorium podjął decyzję o jego likwidacji. Budynek wymagał generalnego remontu. Pracownicy sanatorium prowadzili akcje protestacyjne przeciwko jego likwidacji. W 2018 obiekt został kupiony przez Starostwo Powiatowe w Nysie. Władze powiatu zapowiadały utworzenie tu ponownie sanatorium dla dzieci i młodzieży.

## Architektura
Budynek został posadowiony na platformie wciętej w zbocze góry i poprzedzony tarasem ziemnym, trzykondygnacyjny, nakryty dachem naczółkowym, fasadę poprzedza sześcioosiowy portyk filarowy, na którym drewniana weranda. W zachodni narożnik budynku wbudowana masywna, okrągła, czterokondygnacyjna baszta nakryta dachem stożkowym.